# Markus Tomczyk
Markus Tomczyk (* 1980 in Steinfurt) ist ein deutscher Schauspieler.

## Leben
Markus Tomczyk wuchs im Schwarzwald auf und kam über einen Volkshochschulkurs zum ersten Mal mit der Schauspielkunst in Berührung. Nach dem Abschluss der Hauptschule qualifizierte sich Markus Tomczyk weiter und legte schließlich an den Zinsendorfschulen Königsfeld das Abitur ab. Er absolvierte ein Theaterpraktikum in Augsburg. 2003 nahm er sein Studium an der Hochschule für Schauspielkunst „Ernst Busch“ Berlin auf, welches er 2007 mit dem Diplom abschloss.
Nach dem Diplom arbeitete er an der Württembergischen Landesbühne Esslingen und spielte in verschiedenen Fernsehfilmen mit. Für seine Rolle des Jan Hartmann in dem Fernsehfilm Braams – Kein Mord ohne Leiche gewann er den Günter-Strack-Fernsehpreis als bester Nachwuchsdarsteller.
2014 absolvierte er den Master of Arts in Tanzvermittlung im zeitgenössischen Kontext an der Hochschule für Musik und Tanz Köln. Während des Studiums spezialisierte er sich auf die Verbindung von Sprech- und Tanztheater und entwickelte die „Speech Dance Methode“, die er in Workshops vermittelt und in der eigenen Arbeit anwendet. Mit seinem Studienkollegen Nikos Konstantakis gründete er 2015 die Company „Tripletrips“. Die erste Performance Meat Market wurde auf dem Festival „west off 2014-Theaternetzwerk Rheinland“ gezeigt.
Seit Oktober 2017 ist er Dozent an der Hochschule für Schauspielkunst „Ernst Busch“.

## Filmografie (Auswahl)
- 2009: 12 Meter ohne Kopf
- 2010: Der Alte (Fernsehserie, Folge 351: Tod im Tierpark)
- 2010: SOKO Köln (Fernsehserie, 1 Folge)
- 2010: Die Toten vom Schwarzwald
- 2011: Gefährten
- 2012: Kommissar Stolberg (Fernsehserie, 1 Folge)
- 2013: Nymphomaniac: Vol. I
- 2013: Woyzeck
- 2014: Die Chefin (Fernsehserie, 1 Folge)
- 2015: Stralsund – Der Anschlag
- 2016: Marie Brand und die rastlosen Seelen
- 2016: Winnetou – Eine neue Welt
- 2017: SOKO Stuttgart (Fernsehserie, 1 Folge)
- 2018: Mackie Messer – Brechts Dreigroschenfilm (Kino)
- 2019: Heldt (Fernsehserie, 1 Folge)

## Auszeichnungen
- 2008: Förderpreis Neues Deutsches Kino, Nachwuchsleitung Schauspiel, auf dem Filmfest München[6]
- 2009: Günter-Strack-Fernsehpreis als bester Nachwuchsdarsteller